# Ludwig von Below
Ludwig Dietrich Karl Wilhelm von Below (* 31. Juli 1779 in Köthen (Anhalt); † 10. Oktober 1859 in Berlin) war ein preußischer Generalleutnant und Kommandant aller Kadettenanstalten.

## Leben

### Herkunft
Er war der Sohn von Hans Ludwig von Below (* 24. Juni 1734; † 2. Januar 1785) und dessen Ehefrau Wilhelmine Christiane, geborene von Ploetz († 8. März 1822). Der Vater war preußischer Rittmeister a. D., zuletzt im Kürassierregiment „Markgraf Friedrich“, Herr auf Redlin und Runow sowie Geheimer Rat und Kammerpräsident in fürstlich anhaltisch-köthenschen Diensten. Der preußische Generalleutnant Wilhelm von Below (1783–1864) war sein Bruder.

### Militärkarriere
Below besuchte ab 15. Mai 1792 das Kadettenhaus und anschließend die Académie Militaire in Berlin. Am 27. Dezember 1796 trat er als Gefreitenkorporal in das Grenadier-Bataillon Nr. 6 der Preußischen Armee, wurde am 4. Januar 1797 mit Patent vom 15. Dezember 1793 zum Fähnrich und am 7. März 1797 zum Sekondeleutnant befördert. Am 26. September 1805 ernannte man ihn zum Generaladjutanten des Generals Karl Ludwig von Le Coq, Chef des Grenadier-Garde-Bataillons. In dieser Eigenschaft avancierte Below am 20. Januar 1806 zum Premierleutnant. Während des Vierten Koalitionskrieges geriet er durch die Kapitulation der Festung Hameln kurzzeitig in Gefangenschaft und wurde danach inaktiv gestellt.
Nach dem Frieden von Tilsit kam Below wieder zur Armee und am 12. November 1808 zum Regiment Garde zu Fuß. Dort wurde er am 9. Juni 1809 Stabskapitän sowie am 22. Oktober 1810 Kapitän und Kompaniechef im Regiment der Garde. Am 22. August 1811 wurde er zum Gouverneur des Kurprinzen von Hessen-Kassel ernannt und am 26. August 1811 zum Major der Armee befördert.
Am 1. November 1815 folgte seine Beförderung zum Oberstleutnant und am 8. Juli 1816 nahm man ihn in den Johanniterorden auf. Mit Patent vom 4. April 1819 wurde Below am 30. März 1819 zum Oberst befördert und am 23. April 1819 mit dem Kommandeurskreuz I. Klasse des Hausordens vom Goldenen Löwen ausgezeichnet. Ab dem 10. Mai 1821 erhielt er das Stabsoffiziersgehalt von 1800 Talern jährlich. Am 5. Mai 1824 wurde Below Mitglied der Militärstudienkommission und am 17. September 1825 Direktor des Potsdamer Militär-Waisenhauses, dazu erhielt er am 20. Oktober 1825 die Bestätigung, dass er weiter Offizier der Armee sei. Am 18. Januar 1827 bekam Below den Roten Adlerorden III. Klasse. Im Jahr 1830 wurde ihm der Titel „Direktor des großen Militär-Waisenhauses in Potsdam und Schloss Pretzsch“ verliehen, seine Vorgänger waren bis dato „Kommandanten“. Am 18. Januar 1833 erhielt er zusätzlich die Schleife zum Roten Adlerorden III. Klasse und am 30. März 1833 den Charakter als Generalmajor. Am 30. März 1834 wurde Below zum Kommandanten aller Kadetteninstitute ernannt und am 5. April 1834 erhielt er das Patent als Generalmajor mit Datum vom 29. März 1833. Am 26. Januar 1837 bekam er den Roten Adlerorden II. Klasse mit Eichenlaub und am 7. April 1842 zum Generalleutnant befördert. Am 14. Januar 1844 erhielt er den Orden der Heiligen Anna I. Klasse, am 19. Januar 1845 den Roten Adlerorden I. Klasse mit Eichenlaub und anlässlich seines 50-jährigen Dienstjubiläums bekam er am 24. Dezember 1846 die Brillanten zum Roten Adlerorden I. Klasse. Am 3. Januar 1847 erhielt Below das Großkreuz des Ordens vom Goldenen Löwen. Am 20. Juli 1848 wurde ihm seinen Abschied mit der gesetzlichen Pension gewährt. Er starb am 10. Oktober 1859 in Berlin und wurde am 14. Oktober 1859 auf dem französischen Friedhof beigesetzt.

### Familie
Below heiratete am 14. August 1809 in Potsdam Pauline Amalie von Le Coq (* 11. August 1787; † 6. Dezember 1863), eine Tochter des Generals Karl Ludwig von Le Coq. Auch sie wurde auf dem französischen Friedhof beigesetzt. Die Ehe blieb kinderlos. Das Paar adoptiert aber Amalie Pauline Therburg (* 16. Juni 1816). Am 25. Juni 1820 erhielt sie die königliche Bewilligung den Namen und das Wappen von Below zu führen. Am 23. Juni 1833 heiratete sie den Leutnant a. D. Rudolf von Canitz und Dallwitz (* 24. Februar 1809).